# Iglesia de Santa Teresa (Albacete)
La iglesia de Santa Teresa es un templo parroquial católico situado en la ciudad española de Albacete.
Está ubicada en el castizo barrio de Santa Teresa de la capital albaceteña, junto al Seminario Mayor de Albacete y el Hospital Universitario del Perpetuo Socorro. 
La parroquia forma parte del arciprestazgo número 1 de la ciudad, perteneciente a la diócesis de Albacete.